# Pendlernetz
Ein Pendlernetz stellt ein regionales System für das Bilden von Fahrgemeinschaften dar. Hierbei unterscheidet sich ein Pendlernetz von den herkömmlichen Mitfahrzentralen. Es werden nicht überregionale Mitfahrgelegenheiten zwischen größeren Städten – wie bei Mitfahrzentralen üblich – abgebildet.
Pendlernetze richten sich vor allem an Berufs- und Ausbildungspendler sowie Verkehrsteilnehmer im Einkaufsverkehr und Freizeitverkehr. Ein Pendlernetz wird zumeist von der öffentlichen Hand angeboten. Bestehende Pendlernetze sind als Bürgerservice oder als Baustein eines integrierten Verkehrsmanagements aufgestellt.

## Entwicklungsgeschichte
Das Konzept Pendlernetz wurde im Juni 2000 durch das private Unternehmen EuropeAlive entwickelt. Bei der Entwicklung wurden Vorschläge des Verkehrsplaners Dr. Baum mit berücksichtigt. Am 10. Oktober 2000 startete daraufhin das Pilotprojekt für ein Pendlernetz in der Region Bonn/Rhein-Sieg. Das Pilotprojekt in Bonn und dem Umland führten zu größerem Interesse aus dem gesamten Bundesgebiet. Da es für regionale Fahrgemeinschaften keine Praxisbeispiele gab, dauerte es bis zum Herbst 2002, bis sich die ersten Gebietskörperschaften für den Einsatz eines Pendlernetzes entschieden.
Am 13. September 2002 wurde das Pendlernetz Stuttgart eröffnet, das als Service-Angebot der Stadt Stuttgart an seine Bürger besteht. Dieses Pendlernetz wurde durch das EU-Projekt ISCOM (Information Systems for Combined Mobility Management) ermöglicht. Seit dem 27. September 2002 besteht ein regionales Pendlernetz Nordrhein-Westfalen, das aus einer Initiative der lokalen Agenda 21 in 14 Kreisen und kreisfreien Städten entstand. Dieses Pendlernetz weitete sich zeitweise auf 38 kreisfreie Städte und Kreise aus. Im Rahmen der lokalen Agenda 21 erfolgte bis Februar 2007 eine Förderung dieses Pendlernetzes durch das Umweltministerium Nordrhein-Westfalen.
Am 25. Mai 2004 startete das Pendlernetz Rhein-Main. Initiiert durch die Gesellschaft für ein integriertes Verkehrsmanagement Rhein-Main (ivm GmbH) besteht der Service für Bürger aus 17 Kreisen und kreisfreien Städten in Hessen und Rheinland-Pfalz. Inzwischen haben sich auch Kreise in Bayern und Niedersachsen dem Pendlernetz angeschlossen.
Am 6. Januar 2009 startete in Nordrhein-Westfalen das Portal Mitpendler, welches zwischenzeitlich in Pendlerportal umbenannt wurde. Dieses wird durch den Verkehrsverbund Rhein-Ruhr (VRR) zusammen mit 28 (Sommer 2009) Städten und Kreisen in NRW als Bürgerservice angeboten. Als Besonderheit beinhaltet das nichtkommerzielle Portal eine Integration der Daten der elektronischen Fahrplanauskunft EFA. Dies bedeutet sollte keine passende Fahrgemeinschaft gefunden werden so wird automatisch eine Fahrtalternative mit Bus und Bahn ausgegeben. Zudem werden auch intermodale Verbindungen durch die Kombination von ÖPNV und Fahrgemeinschaftsverbindung angezeigt. Das Pendlerportal ist in allen 54 Kreisen und kreisfreien Städten Nordrhein-Westfalens nutzbar.